# Листове (Калінінградська область)
Листове (рос. Листовое) — селище Зеленоградського району, Калінінградської області Росії. Входить до складу Красноторовського сільського поселення.
Населення — 46 осіб (2015 рік).

## Населення
1. Н/Д[2]